# Jason Denayer
Jason Grégory Marianne Denayer (Jette, 28 de junio de 1995) es un futbolista belga. Juega de defensa y se encuentra sin equipo tas abandonar el Al-Fateh.

## Selección nacional

### Participaciones en Eurocopas
| Eurocopa      | Sede    | Resultado        | Partidos | Goles |
| ------------- | ------- | ---------------- | -------- | ----- |
| Eurocopa 2016 | Francia | Cuartos de final | 1        | 0     |
| Eurocopa 2020 | Europa  | Cuartos de final | 2        | 0     |

### Goles internacionales
| N.º | Fecha                   | Estadio                               | Rival     | Gol | Resultado | Competición                         |
| --- | ----------------------- | ------------------------------------- | --------- | --- | --------- | ----------------------------------- |
| 1   | 5 de septiembre de 2020 | Parken Stadion, Copenhague, Dinamarca | Dinamarca | 0-1 | 0-2       | Liga de Naciones de la UEFA 2020-21 |

## Clubes
| Club                         | País                   | Año       |
| ---------------------------- | ---------------------- | --------- |
| Manchester City F. C.        | Inglaterra             | 2014-2018 |
| Celtic F. C. (cedido)        | Escocia                | 2014-2015 |
| Galatasaray S. K. (cedido)   | Turquía                | 2015-2016 |
| Sunderland A. F. C. (cedido) | Inglaterra             | 2016-2017 |
| Galatasaray S. K. (cedido)   | Turquía                | 2017-2018 |
| Olympique de Lyon            | Francia                | 2018-2022 |
| Shabab Al-Ahli F. C.         | Emiratos Árabes Unidos | 2022-2023 |
| Al-Fateh                     | Arabia Saudita         | 2023-2025 |

## Palmarés

### Títulos nacionales
| Título                     | Club                 | País                   | Año  |
| -------------------------- | -------------------- | ---------------------- | ---- |
| Copa de la Liga de Escocia | Celtic F. C.         | Escocia                | 2015 |
| Scottish Premiership       | Celtic F. C.         | Escocia                | 2015 |
| Copa de Turquía            | Galatasaray S. K.    | Turquía                | 2016 |
| Superliga de Turquía       | Galatasaray S. K.    | Turquía                | 2018 |
| UAE Pro League             | Shabab Al-Ahli F. C. | Emiratos Árabes Unidos | 2023 |